# Danh sách câu lạc bộ bóng đá ở Seychelles
Đây là danh sách các câu lạc bộ bóng đá ở Seychelles.
Về danh sách đầy đủ, xem Thể loại:Câu lạc bộ bóng đá Seychelles

## A
- Anse Réunion FC (Anse Réunion)

## B
- Bambas bamblets FC

## C
- Côte d'Or FC (Praslin)

## F
- Foresters (Mont Fleuri)

## K
- Kanye Youth FC

## L
- La Passe FC (La Passe)
- Light Stars FC (Grande Anse)

## N
- Northern Dynamo (Glacis)

## Q
- Quincy FC

## S
- St Francis FC (Baie Lazare)
- St Louis Suns United (Victoria)
- St Michel United FC (Anse-aux-Pins)
- St Roch United FC (Bel Ombre)
- Super Magic Brothers

## T
- The Lions (Cascade)